# Franz Theodor Kugler
Franz Theodor Kugler (Stettino, 1808 – Berlino, 1858) è stato uno storico tedesco.

## Biografia
Studente dell'Università di Berlino, pubblicò nel 1837 l'Handbuch der Geschichte der Malerei e nel 1842 ottenne una cattedra all'Accademia di belle arti di Berlino nel 1842.
Nel 1849 fu promosso a membro dell'Accademia.

## Opere
- Skizzenbuch, Berlino 1830
- Museum. Blätter für bildende Kunst (periodico)
- Handbuch der Geschichte der Malerei, 2 vol., 1837
- Geschichte Friedrichs des Großen, Lipsia 1840
- Handbuch der Kunstgeschichte, 2 vol., Stoccarda, 1841 & 1842